# Synagoga Canton w Wenecji
Synagoga Canton – jedna z synagog Wenecji, założona w latach 1531–1532, jako druga z kolei w tym mieście. W okresie późnego baroku została odrestaurowana. Dekoracje jej wnętrza stanowi osiem drewnianych paneli, przedstawiających sceny z Księgi Wyjścia. Cenna jest XIX-wieczna bima z drewnianymi kolumnami, rzeźbionymi w formie winorośli.

## Historia
Synagogi weneckie zostały niegdyś nazywane terminem scuole, prawdopodobnie przez analogię do bractw (konfraterni) religijnych, które tak właśnie nazywano w Wenecji.
Nazwa synagogi Canton nawiązuje przypuszczalnie do nazwiska rodziny, która ją zbudowała, albo do jej położenia w narożniku (wen. canton) placu Ghetto Nuovo. Jej budowę rozpoczęto w latach 1531–1532, wkrótce po przymusowej segregacji Żydów i ograniczeniu miejsca zamieszkania do Ghetto Nuovo, będącego jedną z najstarszych i najważniejszych instytucji żydowskich, istniejących w Wenecji. Ghetto Nuovo jest często uważane za najstarsze żydowskie getto w Europie, a Scuola Canton, zajmująca najwyższe piętro budynku, symbolizowała zarówno barwność życia żydowskiego w średniowiecznej Wenecji, jak i próbę narzucenia tej społeczności rządów z zewnątrz. W kolejnych stuleciach, do 1780 roku synagoga została rozbudowana i wzbogacona w dekoracje. Reprezentuje, podobnie jak Scola Grande Tedesca, ryt aszkenazyjski, do którego należała znaczna część wspólnoty żydowskiej (mającej w XVIII wieku sześć aszkenazyjskich synagog). Chociaż bramy getta zostały zburzone po podboju miasta przez Napoleona w 1797 roku, weneccy Żydzi doczekali się rozszerzenia na nich równych praw obywatelskich dopiero wówczas, gdy Wenecja Euganejska stała się (1866) częścią Zjednoczonych Włoch. Dziś Żydzi weneccy stanowią tylko niewielką społeczność na terenie Ghetto Nuovo.
W 1973 roku World Monuments Fund rozpoczął prace renowacyjne w synagodze Canton. Ponieważ jej budynek był w złym stanie technicznym i groził zawaleniem się, na początek dokonano wzmocnienia jego fundamentów. W 1983 roku wykonano dalsze prace renowacyjne (galeria dla kobiet, strop), zainstalowano nowy system elektryczny, oczyszczono poszczególne rzeźbione i złocone elementy wystroju wnętrza synagogi, jej lastrikową posadzkę, żyrandole i zasłony. Działania te nie powstrzymały jednak postępującej degradacji technicznej, więc ponad trzydzieści lat później prace konserwatorskie podjęto na nowo studiując dokładnie efekty poprzednich zabiegów. Tym razem oczyszczeniu i renowacji poddano bimę, aron ha-kodesz i drewniane panele.

## Architektura i wnętrze

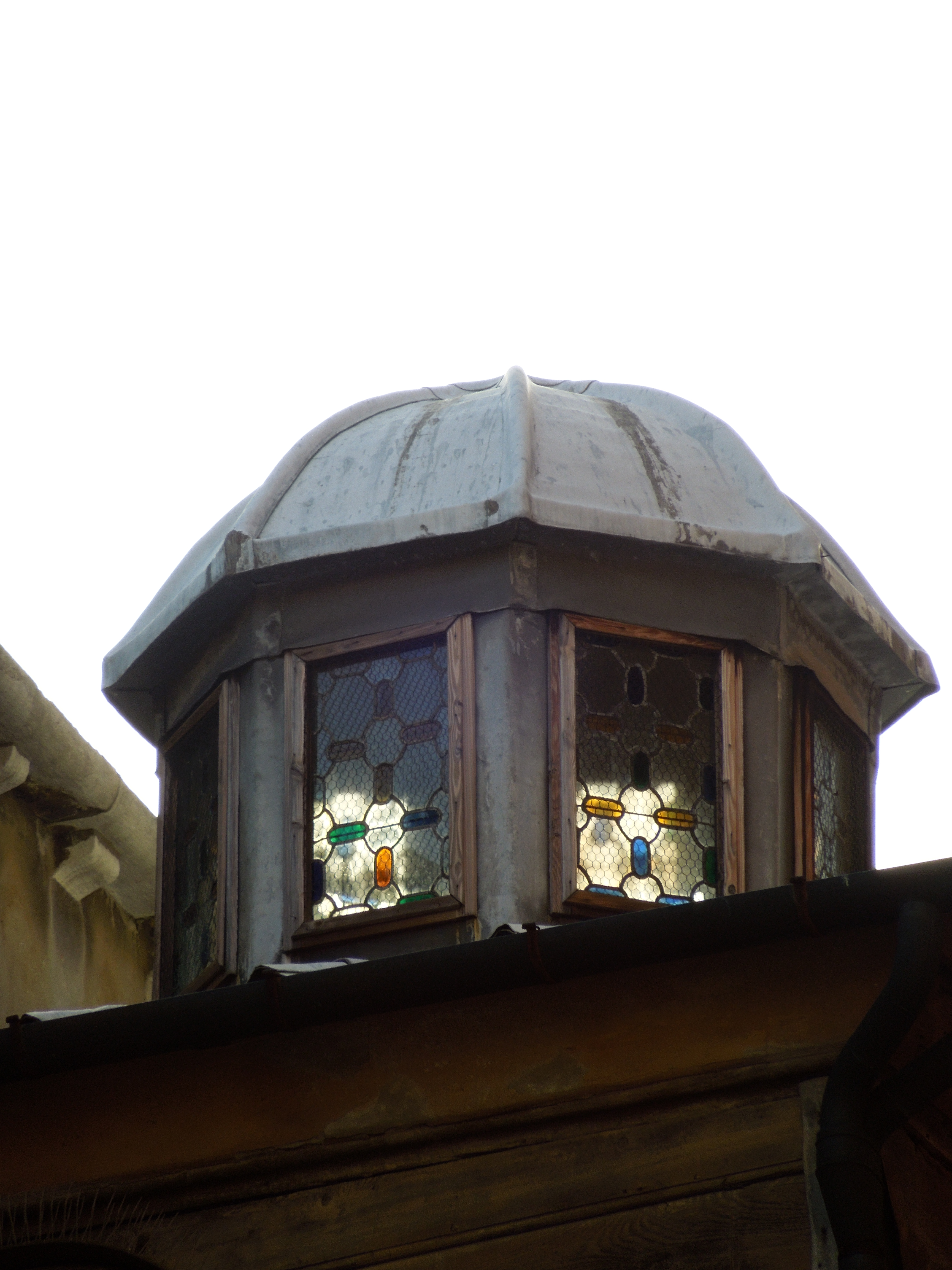
Latarnia nad bimą

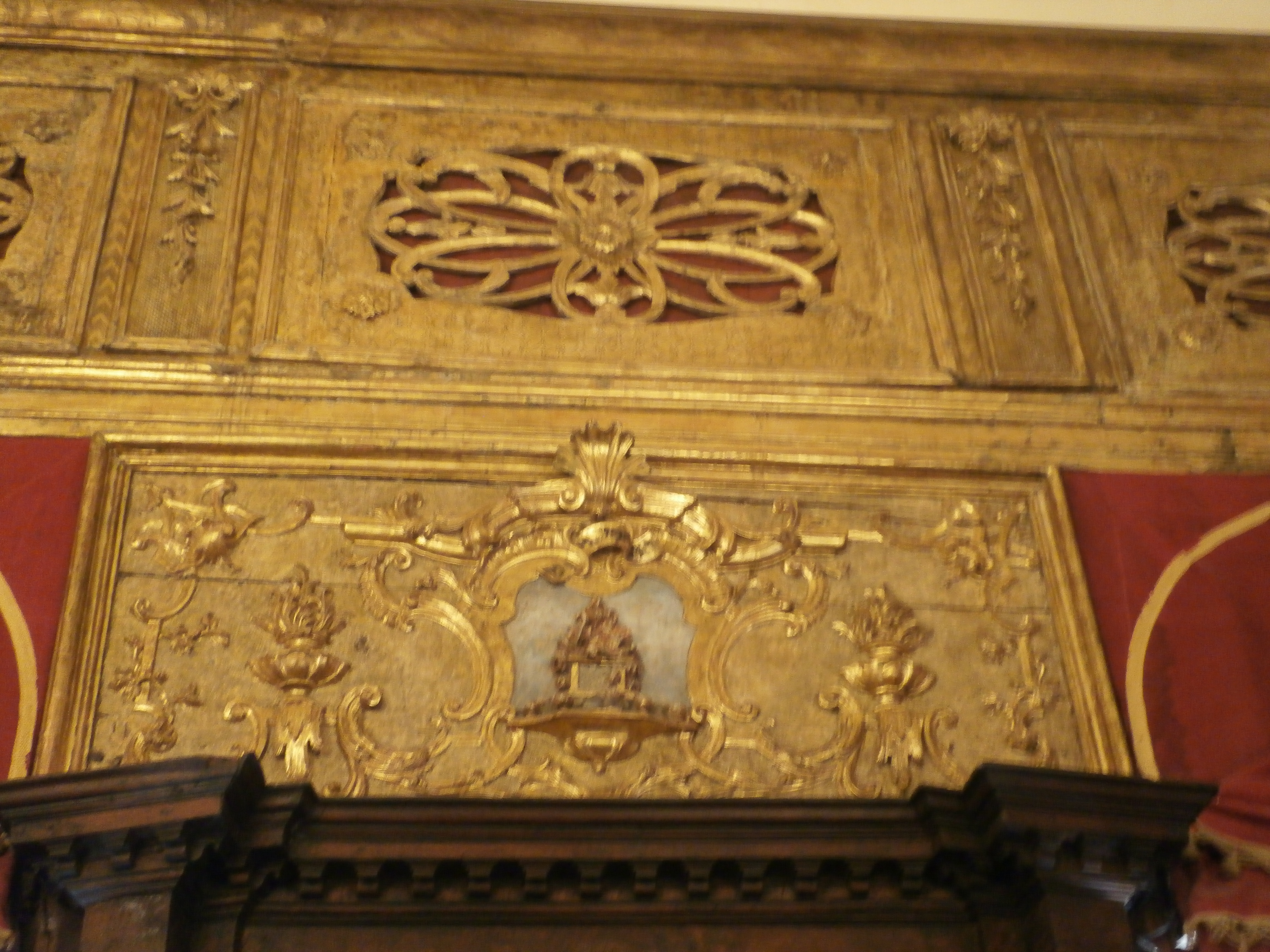
Fragment wystroju wnętrza

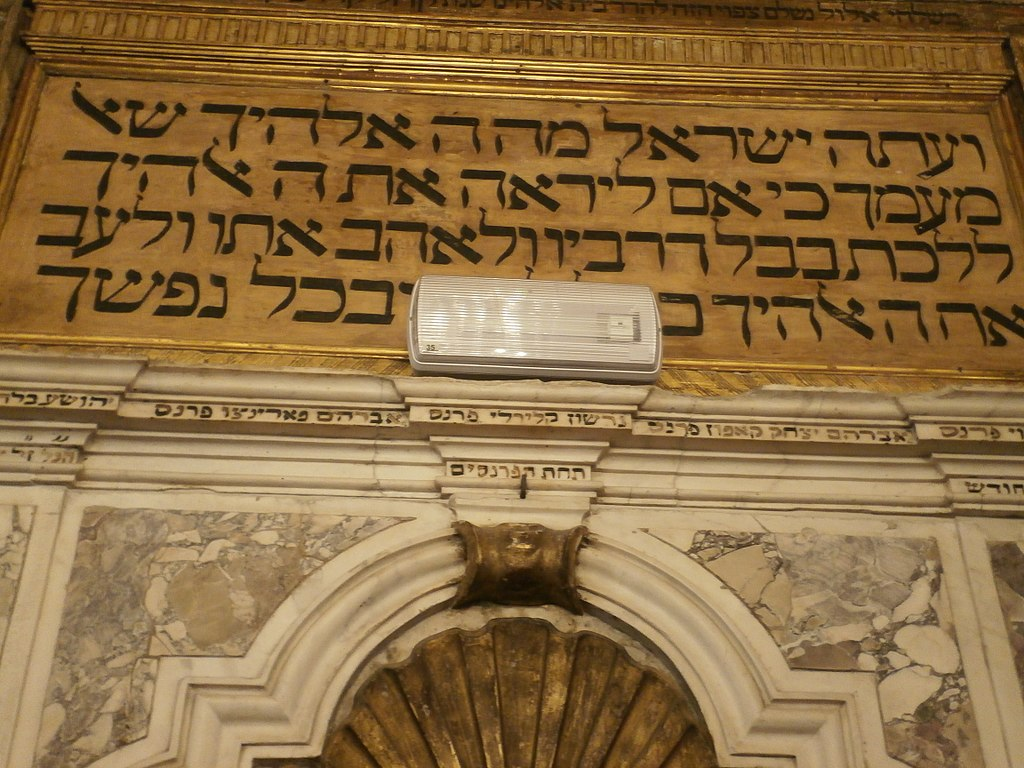
Napis nad drzwiami wejściowymi

Z zewnątrz jedynym charakterystycznym elementem architektonicznym wyróżniającym synagogę jest niewielka latarnia na dachu budynku.
Wejście do synagogi prowadzi przez długi korytarz, który służył jako „pomieszczenie dla ubogich” (tych, którzy nie mogli zapłacić za posługę) i wahadłowe drzwi. Synagoga wewnątrz to prostokątne pomieszczenie o wymiarach ok. 13 x 7 m, przy którego krótszych bokach znajdują się aron ha-kodesz i bima, a przy dłuższych – ławki dla wiernych. Sufit został wykonany  ze sztucznego marmuru, ozdobionego pozłacanym gzymsem, natomiast posadzka –  z weneckiego lastriko i ozdobiona centralnym, okrągłym motywem. 
Nad portalem wejściowym widnieje rok budowy synagogi według kalendarza żydowskiego: 5292 (1532). Nad drzwiami wejściowymi zbudowano galerię dla kobiet, która jednak, z powodu szczupłości miejsca jest trudno zauważalna; jej kraty wydają się mieszać z detalem ozdobnym, biegnącym wzdłuż ścian poniżej gzymsu. Różne napisy i marmurowe tablice upamiętniają kolejne etapy restauracji synagogi (1674-1736-1846). 
Po lewej stronie, stoi aron ha-kodesz, charakteryzujący się ciężkim i zawiłym stylem dekoracyjnym, natomiast po prawej stronie znajduje się bima, ustawiona w poligonalnej apsydzie, flankowana czterema drewnianymi kolumnami, których powierzchnie pokrywa rzeźbiony ornament w formie winorośli. Obecne usytuowanie bimy jest efektem XVII-wiecznej przebudowy, kiedy to na dachu pobliskiego domu zbudowano specjalną niszę i nakryto ją niewielką latarnią. Nisza, latarnia i bima zostały wykonane z drewna, aby cała konstrukcja była jak najlżejsza.
Kamień w rogu z lewej strony bimy został umieszczony na pamiątkę ofiary 180 dukatów, którą złożył w 1532 roku na budowę synagogi niejaki Shelomo.
Dekoracje ścian stanowi osiem drewnianych paneli, przedstawiających sceny z Księgi Wyjścia: miasto Jerycho, przejście przez Morze Czerwone, ołtarz ofiarny, manna, Arka Przymierza na brzegu rzeki Jordan, Korach, wręczenie Tory i Mojżesz wyprowadzający wodę ze skały.